# Mrchový kopec
Mrchový kopec (211 m n. m.) je vrch v okrese Litoměřice Ústeckého kraje. Leží asi 1,5 km severozápadně od obce Libotenice na jejím katastrálním území. Je to nejvyšší vrchol Terezínské kotliny.
Vrch je součástí tzv. Travčického lesa, největší lesní plochy v širokém okolí na levém břehu Labe.

## Geomorfologické zařazení
Geomorfologicky vrch náleží do celku Dolnooharská tabule, podcelku Terezínská kotlina a okrsku Budyňská pahorkatina.
Podle podrobnějšího členění Balatky a Kalvody náleží vrch do okrsku Lovosická kotlina a podokrsku Olešská pahorkatina.